# Gramada (Bułgaria)
Gramada (bułg. Грамада) – miasto i gmina w północno-zachodniej Bułgarii, w obwodzie Widin. Według danych Narodowego Instytutu Statystycznego w Bułgarii z 31 grudnia 2011 miasto liczyło 1433 mieszkańców.